# Catàleg General de Boss
No s'ha de confondre amb el Catàleg General de Herschel.
El Catàleg General de Boss (GC, a vegades General Catalogue, és a dir: Catàleg General) és un catàleg astronòmic amb 33.342 estrelles. Fou compilat per Benjamin Boss i publicat l'any 1937 als Estats Units. El seu nom original era Catàleg General de 33.342 Estrellas (General Catalogue of 33,342 Stars) i reemplaçà el Catàleg General Preliminar de 6.188 Estrelles a l'Època de 1900 (Preliminary General Catalogue of 6,188 Stars for the Epoch 1900) de 1910 de Lewis Boss.